# Julio Mancebo
Julio Mancebo (Montevideo, 29 de septiembre de 1933-Montevideo, 11 de junio de 2023) fue un artista plástico uruguayo de la corriente constructivista.

## Biografía
Sus padres fueron Esther Badell y Francisco Mancebo, comenzó sus estudios con Manolo Lima en 1942 y en 1944 entró al Taller Torres García con tan sólo 11 años; eran junto a Rodolfo Visca los más jóvenes en el Taller. Cuando el maestro falleció tenía solamente 15 años pero siguió asistiendo al taller, ahora bajo la dirección de Augusto Torres y Julio Alpuy.
Después estudió con José Gurvich en su taller en el barrio montevideano "El Cerro" donde también vivieron y pintaron Gonzálo Fonseca, Antonio Pezzino  y Rodolfo Visca.
Estuvo preso durante entre 1975 y 1982 en el período de dictadura cívico-militar y en 1983 se exilió en Estocolmo, Suecia. Allí fundó, junto a otros exiliados "La Casa de la Cultura" con el fin de mantenerse vinculado al país y a sus actividades. En 1995 retorna a Uruguay y se instala en el barrio Cerro justo al lado de donde era el taller de Gurvich.